# Bonnierella palenquia
Bonnierella palenquia är en kräftdjursart som beskrevs av J. L. Barnard 1967. Bonnierella palenquia ingår i släktet Bonnierella och familjen Ischyroceridae. Inga underarter finns listade i Catalogue of Life.